# تاهي لي
تاهي لي (بالإنجليزية: Thai Lee)‏ (من مواليد 1958) هي سيدة أعمال ومليارديرة أمريكية-كورية جنوبية، والمالكة المشاركة، والرئيس التنفيذي ورئيس شركة شي إنترناشونال SHI International. صنفت مجلة فوربس شي إنترناشونال لتون أكبر شركة مملوكة لامرأة في الولايات المتحدة.

## حياتها المُبكرة
وُلدت التايلاندية تاهي لي في عام 1958 في بانكوك بتايلاند، والتحقت بكلية أمهرست في أميرست بولاية ماساتشوستس وحصلت على درجة البكالوريوس في العلوم البيولوجية والاقتصاد، ثم حصلت في عام 1985 على درجة الماجستير في إدارة الأعمال من كلية هارفارد للأعمال. تُعتبر تاهي لي أول امرأة كورية تتخرج من كلية إدارة الأعمال.

## الجوائز والأوسمة
- وسام أمين الحياة، كلية أمهرست
- الرئيس السابق لجمعية خريجي كلية امهيرست
- جامعة هارفارد، رئيسة المجلس الاستشاري للعُمداء
- جائزة الخريجين المتميزين، كلية هارفارد للأعمال
- جائزة إرنست ويونغ لرجال الأعمال للعام في عام 2012

## الحياة العائلية
تزوجت تاهي لي في عام 1989 من ليو كوغوان، وهو خريج جامعة كولومبيا التحق بعد ذلك بكلية الحقوق في جامعة نيويورك، ثم عمل كمحامي وشارك في تأسيس اشركة تشي الدولية وشغل منصب رئيس مجلس إدارتها. أنجب الزوجان طفلين في سن المراهقة، وانفصلا في عام 2002
تعيش تاهي لي في أوستن بولاية تكساس.